# تقی دانش
وی در شهر تفرش به دنیا آمد و در تهران بزرگ شد. پدرش، میرزا حسین‌خان تفرشی، که ناصرالدین‌شاه به دلیل داشتن پوست تیره او را به بلور ملقب ساخته بود، وزیر ناصرالدین‌شاه، حاکم تهران و رئیس قورخانه بود. او از جوانی به نگارش و ادب بسیار علاقه‌مند بود و با بسیاری از رجال خوش‌نام عصر، نشست و برخاست داشت. ادبیات و الهیات را نزد میرزا ابوالحسن جلوه و ملا عبدالصمد یزدی و خوش‌نویسی را نزد علی‌محمد لواسانی آموخت.تقی دانش منشی‌گری نزد میرزا یوسف مستوفی‌الممالک در تهران را بر عهده داشت و مدت ده سال نیز نزد محمودخان ناصرالملک در همدان مشغول به کار بود. پس از فوت ناصرالملک، وی مدتی در شهرهای کرمانشاه، کردستان و خراسان به سر برد. دانش در جلسات ناظم‌الدوله ملکم‌خان، امین‌الدوله و ناصرالملک دربارهٔ لزوم اصلاحات و قانون شرکت می‌کرد و ماحصل این جلسات را مخفیانه می‌نوشت. پس از فوت ناصرالملک، مدتی در خدمت علی‌اصغر امین‌السلطان بود و سپس به کفالت و نیابت حکومت یزد مأمور شد. دانش تا زمان مرگ امین‌السلطان اتابک در سال ۱۳۲۵ ق، منشی او بود. معارضهٔ او با قوام‌السلطنه، منشی عین‌الدوله، به تبع اختلافات امین‌السلطان و عین‌الدوله، از حوادث مهم زندگی او در آن دوره بود.
پس از مرگ امین‌السلطان، محمدعلی میرزا (ولیعهد) او را نزد خود به تبریز فراخواند. دانش به فرمان مظفرالدین‌شاه (حکومت: ۱۳۱۳–۱۳۲۴ ق)، قانون اساسی مشروطه را به خط خود نوشت. در زمان محمدعلی‌شاه قاجار (حکومت: ۱۳۲۴–۱۳۲۷) به اصرار آقابالاخان سردار افخم، حاکم رشت، نایب‌الحکومهٔ رشت شد؛ اما در پی هجوم روس‌ها به ارگ دولتی و کشته شدن سردار افخم، از رشت گریخت. پس از سقوط محمدعلی‌شاه در سال ۱۳۲۷ ق، به شیراز رفت و ریاست عدلیهٔ فارس را بر عهده گرفت. سپس رئیس دفتر ایالتی شیراز شد و بعد سه سال ریاست بلدیه و یک سال نیز ادارهٔ اوقاف فارس را بر عهده داشت.[۱]

## زندگی‌نامه
وی در شهر تفرش به دنیا آمد و در تهران بزرگ شد. پدرش، میرزا حسین‌خان تفرشی، که ناصرالدین‌شاه به دلیل داشتن پوست تیره او را به بلور ملقب ساخته بود، وزیر ناصرالدین‌شاه، حاکم تهران و رئیس قورخانه بود. او از جوانی به نگارش و ادب بسیار علاقه‌مند بود و با بسیاری از رجال خوش‌نام عصر، نشست و برخاست داشت. ادبیات و الهیات را نزد میرزا ابوالحسن جلوه و ملا عبدالصمد یزدی و خوش‌نویسی را نزد علی‌محمد لواسانی آموخت.

## خدمات دولتی
تقی دانش منشی‌گری نزد میرزا یوسف مستوفی‌الممالک در تهران را بر عهده داشت و مدت ده سال نیز نزد محمودخان ناصرالملک در همدان مشغول به کار بود. پس از فوت ناصرالملک، وی مدتی در شهرهای کرمانشاه، کردستان و خراسان به سر برد. دانش در جلسات ناظم‌الدوله ملکم‌خان، امین‌الدوله و ناصرالملک دربارهٔ لزوم اصلاحات و قانون شرکت می‌کرد و ماحصل این جلسات را مخفیانه می‌نوشت. پس از فوت ناصرالملک، مدتی در خدمت علی‌اصغر امین‌السلطان بود و سپس به کفالت و نیابت حکومت یزد مأمور شد. دانش تا زمان مرگ امین‌السلطان اتابک در سال ۱۳۲۵ ق، منشی او بود. معارضهٔ او با قوام‌السلطنه، منشی عین‌الدوله، به تبع اختلافات امین‌السلطان و عین‌الدوله، از حوادث مهم زندگی او در آن دوره بود.
پس از مرگ امین‌السلطان، محمدعلی میرزا (ولیعهد) او را نزد خود به تبریز فراخواند. دانش به فرمان مظفرالدین‌شاه (حکومت: ۱۳۱۳–۱۳۲۴ ق)، قانون اساسی مشروطه را به خط خود نوشت. در زمان محمدعلی‌شاه قاجار (حکومت: ۱۳۲۴–۱۳۲۷) به اصرار آقابالاخان سردار افخم، حاکم رشت، نایب‌الحکومهٔ رشت شد؛ اما در پی هجوم روس‌ها به ارگ دولتی و کشته شدن سردار افخم، از رشت گریخت. پس از سقوط محمدعلی‌شاه در سال ۱۳۲۷ ق، به شیراز رفت و ریاست عدلیهٔ فارس را بر عهده گرفت. سپس رئیس دفتر ایالتی شیراز شد و بعد سه سال ریاست بلدیه و یک سال نیز ادارهٔ اوقاف فارس را بر عهده داشت.

## آثار علمی و ادبی
دانش دبیر و نویسنده‌ای توانا بود، خط نستعلیق را بسیار خوب می‌نوشت. وی از کودکی خطی خوش داشت و در نه سالگی دیوان حافظ را به خط خود نوشت و در صرف و نحو، تاریخ و جغرافیا، زبان و ادبیات عربی تبحر داشت و عضو پیوستهٔ فرهنگستان ایران از آغاز تأسیس آن(۱۳۱۴ ش) بود. وی شاعری را از کودکی شروع کرد، یازده ساله بود که قصیده‌ای هفتاد بیتی سرود که سبب شهرتش گردید (برقعی، ج ۲، ص ۱۳۳۳). دانش در قالب‌هایی چون قصیده، غزل، مثنوی و قطعه، اشعاری با موضوعات تاریخی، عرفانی و فلسفی، سیاست و میهن‌دوستی، طنز و مدیحه می‌سرود و طبعاً قصیده‌سرا بود (دانش، ۱۳۳۷ ش، مقدمهٔ جلال‌الدین همایی، ص ه ـ و؛ همان، مقدمهٔ علی‌اصغر حکمت، ص ب). وی در قصیده‌سرایی پیرو قدما، به‌ویژه انوری و ظهیرالدین فاریابی و خاقانی، بود. در شعر، دانش و گاه ضیاء تخلص می‌کرد.
وی در نویسندگی به شیوه منشیان و مترسلان نیمه دوم عهد قاجاری می‌نوشت (بامداد، ج ۵، ص ۴۵؛ دانش، ۱۳۳۷ ش، مقدمهٔ جلال‌الدین همائی، ص ه؛ فرجیان و نجف‌زاده، ص ۳۰۲). دیوان اشعار او در ۱۳۳۷ ش به همت دخترش، آذرمیدخت، در تهران به‌چاپ رسید (مشار، ج ۲، ص۲۳۰۰؛ دانش، ۱۳۳۷ ش، مقدمهٔ جلال‌الدین همائی، ص و). کلیات حکیم سوری، مشهورترین اثر دانش، برای او شهرت فراوانی به همراه آورد، به‌گونه‌ای که از آن پس، وی به حکیم سوری مشهور شد. این دیوان نخستین بار در ۱۳۱۹ به‌چاپ رسید و پس از آن چندین بار در تهران و بمبئی تجدید چاپ شد (مشار، ج ۲، ص ۲۲۹۵؛ بامداد، ج ۵، ص ۴۵).
دانش، مثنوی نوشین روان را در شرح سلطنت انوشیروان ساسانی سرود (نیکوهمت، ص ۶۹؛ یاسمی، ص ۴۸). بحر محیط، اثر دیگر او، در دوازده مجلد و دربرگیرنده مباحث اخلاقی و اخبار بود که با بخشی دیگر از آثارش، در آتش‌سوزی اوایل مشروطیت در رشت، از بین رفت (دانش، ۱۳۰۸ ش، ص ۱۰۵؛ یاسمی، ص ۴۸). دانش آنچه را که باقی مانده بود، مجدداً جمع‌آوری کرد و نام آن را بحیره گذاشت (نیکوهمت، ص ۶۹).
از دیگر آثار: مثنوی اکسیر اعظم؛ منظومه‌ای به نام فردوس برین که آن را به سفیر کبیر دولت عثمانی در تهران تقدیم کرد (دانش، ۱۳۰۸ ش، ص ۱۰۷؛ نیکو همت، ص ۶۸، ۷۰)؛ مجمع امثال، شامل امثال فارسی، که هر هفته در روزنامه کشکول در ۱۳۲۵ ق به‌چاپ می‌رسید (دانش، ۲۵۳۵، ص ۵۷)؛ بیان حقیقت در ترجمهٔ احوال خود؛ علم بدیع فارسی؛ لئالی شاهوار؛ مثنوی جنت عدن، به شیوهٔ بوستان؛ وجوه تسامی؛ ن و القلم، در شرح احوال خطاطان؛ و تذکره آش کشکیان (نیکو همت، ص ۶۸؛ یاسمی، ص ۴۸).